# Sántos
Sántos là một thị trấn thuộc hạt Somogy, Hungary. Thị trấn này có diện tích 11,38 km², dân số năm 2010 là 532 người, mật độ 47 người/km².